# جون هوبكنز
جون هوبكنز (بالإنجليزية: John Hopkins)‏ (5 أغسطس 1938 في الولايات المتحدة)؛ روائي أمريكي.